# Episodi di Sweetbitter (prima stagione)
La prima stagione della serie televisiva Sweetbitter, composta da 6 episodi, è stata trasmessa negli Stati Uniti su Starz dal 6 maggio al 10 giugno 2018.
In Italia, la stagione è stata interamente distribuita il 28 giugno 2019 sul servizio streaming Starz Play.
| n° | Titolo originale         | Titolo italiano             | Prima TV USA   | Pubblicazione Italia |
| -- | ------------------------ | --------------------------- | -------------- | -------------------- |
| 1  | Salt                     | Sale                        | 6 maggio 2018  | 28 giugno 2019       |
| 2  | Now Your Tongue Is Coded | Dolce, Acido, Salato, Amaro | 13 maggio 2018 | 28 giugno 2019       |
| 3  | Everyone Is Soigné       | Certezze                    | 20 maggio 2018 | 28 giugno 2019       |
| 4  | Simone's                 | Da Simone                   | 27 maggio 2018 | 28 giugno 2019       |
| 5  | Weird Night              | Serata Strana               | 3 giugno 2018  | 28 giugno 2019       |
| 6  | It's Mine                | È mia                       | 10 giugno 2018 | 28 giugno 2019       |